# Йонсдорф (Баутцен)

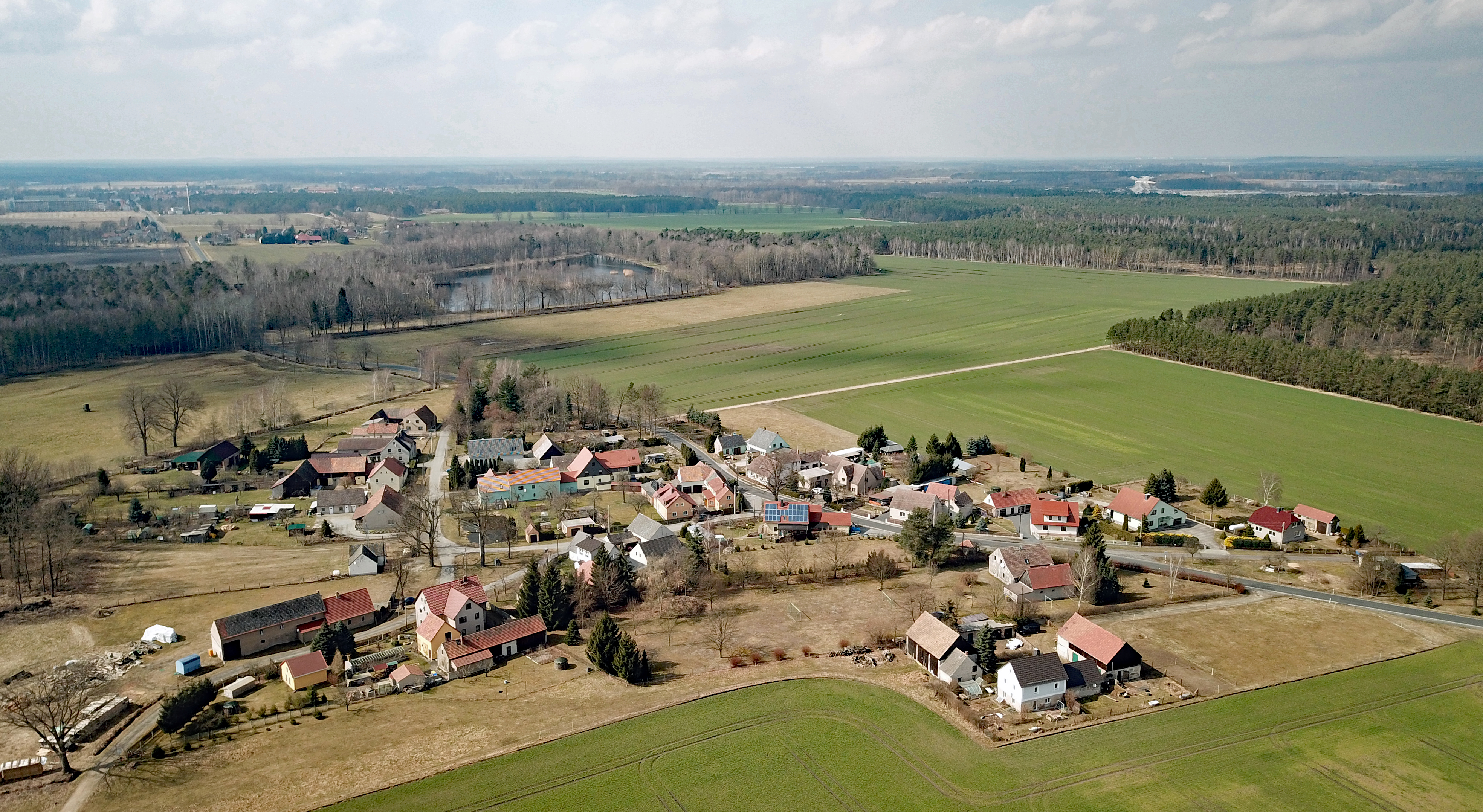

Йо́нсдорф или Йе́ньшецы (нем. Johnsdorf; в.-луж. Jeńšecy) — деревня в Верхней Лужице, Германия. Входит в состав коммуны Кёнигсварта района Баутцен в земле Саксония. Подчиняется административному округу Дрезден.

## География
Находится восточнее административного центра коммуны деревни Кёнигсварта на дороге S 101 среди лесного массива.
Соседние населённые пункты: на востоке — деревня Псове и на западе — деревня Нова-Вес
.

## История
Впервые упоминается в 1565 году под наименованием Janßdorff.
До 1936 года была административным центром одноимённой коммуны. С 1936 года входит в современную коммуну Кёнигсварта.
В настоящее время деревня входит в состав культурно-территориальной автономии «Лужицкая поселенческая область», на территории которой действуют законодательные акты земель Саксонии и Бранденбурга, содействующие сохранению лужицких языков и культуры лужичан.
Исторические немецкие наименования
- Janßdorff, 1565
- Jahnsdorff, 1658
- Ionsdorff, 1732
- Johnsdorf, 1768

## Население
Официальным языком в населённом пункте, помимо немецкого, является также верхнелужицкий язык.
Согласно статистическому сочинению «Dodawki k statisticy a etnografiji łužickich Serbow» Арношта Муки в 1884 году в деревне проживало 77 человек (из них — 76 серболужичан (99 %)).
| 1834 | 1871 | 1890 | 1910 | 1925 |
| ---- | ---- | ---- | ---- | ---- |
| 70   | 77   | 76   | 110  | 77   |